# Progressive
《progressive》是Kalafina的第6張單曲。於2009年10月28日由SME Records發行。

## 收錄曲

### 通常盤
1. progressive [5:41]
作詞／作曲／編曲：梶浦由記
2. うつくしさ [4:50]
作詞／作曲／編曲：梶浦由記
3. progressive 〜Instrumental〜 [5:41]
作曲／編曲：梶浦由記

### DVD（初回生産限定盤）
1. progressive (Video Clip)

## 資料來源
1. ↑  http://www.oricon.co.jp/search/result.php?kbn=js&types=rnk&year=2009&month=11&week=2&submit4.x=11&submit4.y=13
2. ↑  .   [2010-01-27]. （原始内容存档于2012-02-10）.

## 外部連結
- （日語）Kalafina 官方網站（页面存档备份，存于）